# NGC 4726
NGC 4726 је лентикуларна галаксија у сазвежђу Гавран која се налази на NGC листи објеката дубоког неба.
Деклинација објекта је - 14° 16' 4" а ректасцензија 12h 50m 46,0s. Привидна величина (магнитуда) објекта NGC 4726 износи 14,8 а фотографска магнитуда 15,8.